# Konstantin Ponomariov
Konstantin Ponomarev (Константин Викторович Пономарёв en russe), né le 1er janvier 1981, est un coureur cycliste russe. Durant sa carrière, il participe à des compétitions sur piste et sur route.

## Biographie
En 2001 et 2003, il est vice-champion d'Europe de course à l'américaine espoirs avec Alexey Shmidt. En 2005, il remporte trois médailles aux Championnats d'Europe ; l'argent dans la course derrière derny et le bronze sur l'américaine et l'omnium endurance.
En 2006 et 2007, il court pour l'équipe continentale russe Omnibike Dynamo Moscou. Lors de la Coupe du monde sur piste 2006-2007, il monte à trois reprises sur le podium. Peu de temps après, il remporte la deuxième étape du Tour de la mer de Chine méridionale. Fin 2007, il met un terme à sa carrière cycliste.

## Palmarès sur piste

### Coupe du monde
- 2006-2007
  - 2e de l'américaine à Moscou
  - 3e de l'américaine à Los Angeles
  - 3e de la poursuite par équipes à Los Angeles

### Championnats d'Europe
| Juniors et espoirs - Moscou 2003 - Médaillé d'argent de l'américaine espoirs | Élites - 2005 - Médaillé d'argent de la course derrière derny - Médaillé de bronze de l'américaine - Médaillé de bronze de l'omnium endurance |

## Palmarès sur route
- 2006
  - 2e étape du Tour de la mer de Chine méridionale